# Warsaw (Minnesota)
Pour les articles homonymes, voir Warsaw.
Warsaw est une census-designated place située dans le comté de Rice, dans l’État du Minnesota, aux États-Unis. Lors du recensement de 2020, elle comptait 644 habitants.